# Solanum gabrielae
Solanum gabrielae är en potatisväxtart som beskrevs av Karel Domin. Solanum gabrielae ingår i släktet skattor som ingår i familjen potatisväxter. Inga underarter finns listade i Catalogue of Life.